# Guerrino Cucchi
Guerrino Cucchi (Rosora, 15 febbraio 1918 – Montecarotto, 20 ottobre 1985) è stato un sindacalista italiano.

## Biografia
Nasce in una famiglia contadina, povera, come la quasi totalità del mondo bracciantile marchigiano. Quando i genitori si trasferiscono a Montecarotto Cucchi ha quattro anni. La sua formazione non va oltre la terza classe elementare, consapevole di non poter scegliere strade alternative al lavoro dei campi, specie dopo la perdita del padre nel 1929, deceduto per incidente sul lavoro. Nel 1940 è arruolato e inviato alla caserma di Caltanissetta che diserta l'8 settembre 1943. Entra in contatto con le truppe alleate, alle quali offre una collaborazione logistica nella lotta contro il nazifascismo fino al 30 luglio 1944, giorno della liberazione di Montecarotto (vedi Battaglia di Montecarotto).
Lo chiamano il Cucco, ha un carattere non arrendevole e facile all'irruenza, ideale per il mondo sindacale di quegli anni. Diventa primo segretario del PCI di Montecarotto e nell'ottobre del 1944 segretario della locale Camera del Lavoro. L'anno seguente assume la carica di segretario della Federterra di Montecarotto, un incarico che lo porta a registrare il mutamento della mezzadria che proprio in quegli anni vive la sua ultima stagione. Si improvvisa come può per difendere i diritti degli ultimi, senza il timore di imbattersi in pubblico e sulla stampa in errori di sintassi o di utilizzare forme gergali legate al mondo rurale, spesso incomprensibili se non dai suoi stessi immediati interlocutori: i lavoratori della terra.
Scrive sul giornale «Bandiera Rossa» in risposta polemica a uno dei redattori, spacciandosi per «un contadino di Montecarotto»: «(...) in città si sa molto poco di quello che succede in campagna e, per di più, si pretende di saperne molto. E che cosa si sa? Che noi siamo degli egoisti. Noi a furia di dar zappa e di correre dietro alle bestie avremmo finito di ricordarci solo di quella carta da mille alla quale vogliamo più bene che alla luce del sole (...)». 
Autentico "capopolo", le sue prime lotte si dirigono contro l'abrogazione dell'art. 2160 del codice civile, inerente alla «disdetta» annuale a discrezione del proprietario, la stipulazione del nuovo patto colonico decennale, il risanamento delle abitazioni, l'abolizione delle regalie pasquali e, soprattutto, la vertenza contro lo sfratto arbitrario contro il quale Cucchi oppone l'arma dell'occupazione delle case coloniche. Dopo la mancata applicazione del Lodo De Gasperi, invita i coloni a non consegnare la metà delle carni suine al proprietario. Nell'adunanza del 22 novembre 1947 nel Teatro comunale di Montecarotto propone di convertire il valore delle carni suine in cambiali, nell'attesa di regolarizzare i conti colonici. Una tattica poi utilizzata anche nel circondario. Nascono a Montecarotto — anche per sua iniziativa — delle squadre di vigilanza di contadini, con l'obbligo di far rispettare notte e giorno le direttive dei comitati di agitazione, identificate da un bracciale tricolore recante la scritta «CGIL», presto represse dalle forze dell'ordine e poi sciolte anche per intervento della segretaria provinciale della CGIL, contraria a eventuali usi strumentali della protesta e al dilagare di soluzioni autonome.
Subisce un processo perché accusato, insieme a Umberto Venanzi e Raffaele Giorgini, di aver fatto affiggere sulle mura del paese il 31 dicembre 1947 – all'indomani dell'assemblea generale delle leghe contadine alla presenza di 600 coloni e di reparti della Celere — manifesti diffamatori ai danni degli agrari restii ad applicare il «Lodo De Gasperi». La sentenza del tribunale lo obbliga a quindici giorni di reclusione e a una pesante multa. Nel luglio del 1948 la CDL invita i coloni a trattenere per sé il 60% del raccolto della trebbiatura, contro il 53% fissato dalla «tregua mezzadrile». Per Cucchi si prospetta un ritorno in grande stile al fianco dei coloni, in una lotta sindacale destinata a protrarsi fino al 1952, non senza scontri, denunce e arresti. Nel 1952 sostiene al fianco di Giuseppe Di Vittorio la protesta dei minatori di Cabernardi della Montecatini, a Sassoferrato.
Dieci anni dopo emigra in Svizzera, costretto da una precaria situazione economica. Rimane fino al 1967 a Ginevra, dove lavora come panettiere. Rientra in Italia ed è assunto dalla ditta IGAM di Montecarotto – fondata anche per iniziativa del fratello Gino, oltre che da alcuni dirigenti del PCI e della CGIL locale nel 1965 — e alle amministrative del 1970 è eletto nel Consiglio comunale, dove ottiene la carica di assessore alla Pubblica istruzione e poi alla Sanità della Giunta guidata da Artemio Procicchiani.
Muore a Montecarotto il 20 ottobre 1985, dopo aver continuato la sua militanza politica all'interno del PCI locale senza interruzione.